# Eucraera
Eucraera is een geslacht van vlinders van de familie spinners (Lasiocampidae).

## Soorten
- E. aphrasta Tams, 1936
- E. decora (Fawcett, 1915)
- E. gemmata (Distant, 1897)
- E. koellikerii (Dewitz, 1881)
- E. magna (Aurivillius, 1909)
- E. minor (Gaede, 1915)
- E. salammbo (Vuillot, 1892)